# دستمال رمزدار

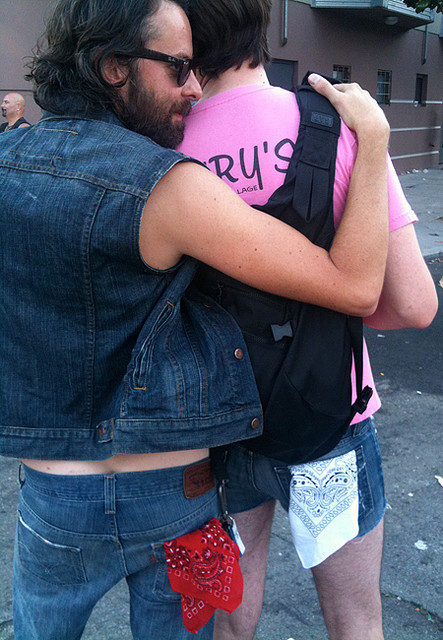
دستمال های رمز دار

رمز دستمال نوعی سیستم کدهای رنگی است که در بین همجنسگرایان مرد، دو جنسگرایان یا کسانی که فعالیت های بی دی اس ام در آمریکای شمالی و اروپا انجام می دهند رواج دارد.نوع رنگ دستمالی که فرد به همراه دارد نشانگر جایگاه فرد در فعالیت جنسی یا نوع سکسی است که وی به دنبال آن است.استفاده از این دستمال های رنگی از دهه ی ٧٠ میلادی توسط همجنسگرایان مرد و دو جنسگرایان شروع شد و پس از آن گسترش یافت.

## الگو
| رنگ      | معنی                        |
| -------- | --------------------------- |
| سیاه     | آزارگری-آزارخواهی جنسی      |
| آبی تیره | آمیزش جنسی مقعدی            |
| آبی روشن | آمیزش جنسی دهانی            |
| قهوه ای  | مدفوع دوستی                 |
| سبز      | فاحشگی                      |
| خاکستری  | اسارت (ارباب و برده)        |
| نارنجی   | هر چیزی که باشد             |
| ارغوانی  | سوراخ‌کاری بدن               |
| قرمز     | علاقه‌مند به مشت             |
| صورتی    | اسباب‌بازی جنسی ، کیر مصنوعی |
| سفید     | استمنا                      |
| زرد      | ادرار دوستی                 |